# Doom (videogioco 2016)
Doom (stilizzato come DOOM) è un videogioco di genere sparatutto in prima persona sviluppato da id Software. Inizialmente pensato come quarto capitolo dell'omonima serie, e in seguito come reboot della stessa, è il capitolo successivo a Doom 3 del 2004. È stato pubblicato da Bethesda Softworks per Microsoft Windows, PlayStation 4 e Xbox One il 13 maggio 2016. È stata pubblicata anche una Collector's Edition contenente una statua del demone Revenant, una steelbook a tema Doom e una copia del gioco. Il 14 settembre 2017 viene annunciata la pubblicazione del gioco per Nintendo Switch, distribuita il 10 novembre dello stesso anno.

## Trama
(Frase di apertura di DOOM)
Il gioco inizia in medias res: sul pianeta Marte, la Union Aerospace Corporation (UAC) è riuscita ad attivare un dispositivo per il trasporto dimensionale per sfruttare la forza infinita dell'Inferno sotto forma di energia raffinata Argent per risolvere le crisi energetiche della Terra. La dottoressa Olivia Pierce, membro di un culto demoniaco, ha usato il dispositivo per aprire un portale dal quale sono fuoriusciti ogni sorta di demoni, e ad alcuni dei quali furono installate delle parti meccaniche nei loro corpi per utilizzarli come armi, e hanno invaso la stazione come primo passo verso la Terra.
La trama viene appena accennata per far spazio all'azione pura del gioco. Comunque è possibile ricavare dei dati dai dialoghi e dagli indizi sparsi nei vari livelli.
Il protagonista, un marine dall'identità sconosciuta, da tempo immemore era imprigionato in un sarcofago magico dei demoni poiché egli era stato sul punto di sconfiggerli definitivamente. Il capo della spedizione UAC, il professor Samuel Hayden, intuendo i piani della dottoressa Pierce, aveva recuperato da un viaggio all'inferno il sarcofago per usarlo come ultima risorsa. Ora praticamente tutti gli umani su Marte sono morti oppure posseduti dai demoni quindi il misterioso guerriero viene risvegliato.
Dopo aver recuperato la sua armatura e le armi degli umani, il marine procede nella base marziana massacrando tutti i demoni che gli si parano davanti e ignorando i tentativi di comunicazione di Hayden distrugge le riserve di energia Argent destinate alla Terra, che Olivia aveva indirizzato verso la Torre Argent. Alla fine Hayden riesce a far collaborare l'eroe e a metterlo sulle tracce della Pierce. Una volta messa con le spalle al muro sulla cima della torre, prima di essere uccisa Olivia si lancia nel reattore che raffina l'energia demoniaca con un accumulatore rubato, creando così un portale che risucchia il marine all'inferno. Qui, facendosi strada tra orde demoniache, il protagonista rintraccia i resti della spedizione di Hayden e trova un portale che lo riporta sul pianeta rosso.
Una volta tornato, Hayden lo informa che la Torre Argent è stata danneggiata dalla Pierce e che quindi non si può chiudere il portale dal lato marziano, quindi gli suggerisce di tornare all'Inferno e fermare i demoni dal loro lato. Attraversando i Laboratori Lazarus, sede del culto di Olivia, il marine recupera un cannone BFG e si mette alla ricerca della Tavola Helix, una pietra che riporta lo stesso glifo presente sul suo sarcofago, nella speranza che su di essa sia riportato il modo di sconfiggere i mostri. Dopo averla trovata si scopre che l'unico modo di sconfiggere le forze del male è recuperare ed usare il Crogiolo, una spada demoniaca in grado di distruggere la fonte del potere dei demoni, il Pozzo.
Per ottenerla il marine dovrà tornare all'Inferno, ma per aprire un portale deve estrarre un accumulatore dal gigantesco Cyberdemone. Sconfitto il nemico, il protagonista prende l'accumulatore dal corpo del Cyberdemone venendo trasportato agli Inferi, e dopo aver ucciso di nuovo il demone cibernetico, alimentato questa volta dall'energia demoniaca, si addentra nel Regno dei Titani, zona dell'Inferno ricavata dai cadaveri di demoni giganteschi.
Sconfitte le tre Guardie infernali, il marine prende il Crogiolo e viene raggiunto dai fantasmi dei suoi compagni caduti che lo omaggiano (si intuisce che il marine sia membro di un ordine di cavalieri) e viene teletrasportato su Marte.
Ora bisogna andare al Pozzo e disattivarlo, per fare ciò il protagonista sovraccarica VEGA, il computer che gestisce la colonia sul pianeta, per poter essere teletrasportato sul luogo interessato. Qui si ha lo scontro finale contro orde di demoni. Sconfitti i mostri e neutralizzato il Pozzo, il protagonista deve affrontare l'ultimo ostacolo, ovvero la dottoressa Pierce trasformata nell'Aracnomente suprema.
Ucciso questo ultimo nemico l'eroe viene teletrasportato da Hayden, il quale lo intrappola e gli ruba il Crogiolo perché non intende rinunciare all'energia dell'Inferno, anche se è consapevole che il marine ha ragione sul fatto che l'unico modo di trattare con i demoni è trucidarli tutti e distruggere la loro dimensione. Detto questo lo teletrasporta in un luogo ignoto per impedirgli di interferire con i suoi piani, anche se gli dice che un giorno si reincontreranno.

## Modalità di gioco
Il gioco, rispetto al precedente Doom 3, offre una dinamica veloce, con l'aggiunta anche del doppio salto. Le armi vengono visualizzate su una ruota delle armi, con il tempo che rallenta notevolmente durante la funzione. È stata aggiunta anche la funzione delle «uccisioni epiche» che consistono nel finire in modo cruento i nemici dopo averli indeboliti. Vi è anche un livello di difficoltà chiamato Ultra-Incubo che in caso di morte porta il giocatore a ricominciare la campagna (chiamata anche permadeath), tant'è che nemmeno gli sviluppatori sono riusciti a completarla.

## Multigiocatore
Nella modalità multiplayer sono presenti quattro funzionalità: Team deathmatch, Clan arena, Freeze Tag e Dominio. È presente anche la nuova funzionalità denominata Doom SnapMap, in cui i giocatori possono creare scenari, regole e nemici personalizzati per le sfide. Tra i vari potenziamenti è presente anche quello della Runa demoniaca, che permette di trasformarsi per un limitato periodo di tempo in diversi tipi di demoni: Revenant, Barone Infernale, Mancubus e Predatore.

## Espansioni

### Unto Evil
DOOM: Unto the Evil, uscito il 4 agosto 2016, è il primo di tre contenuti scaricabili che hanno introdotto nuovi contenuti multigiocatore, con nuove mappe, nuovi demoni giocabili, nuove armi, nuovi oggetti dell'equipaggiamento e svariati nuovi set corazze, schermi e moduli hack. Unto the Evil include i seguenti contenuti:
- Tre nuove mappe multigiocatore: Rituale, Cataclisma e Offerta;
- Un nuovo demone giocabile: Mietitore (Harvester);
- Una nuova arma: Pistola UAC a EMG;
- Nuovo equipaggiamento: Mine cinetiche;
- Nuovi set armature, motivi, colori e schermi per personalizzare il DOOM Marine;
- Nuovi moduli hack.

### Hell Followed
DOOM: Hell Followed, uscito il 27 ottobre 2016, è il secondo di tre contenuti scaricabili e include i seguenti contenuti:
- Tre nuove mappe multigiocatore: Templare, Ardente e Orbitale;
- Un nuovo demone giocabile: Cacodemone;
- Una nuova arma: Flagello;
- Nuovo equipaggiamento: Impulso radar;
- Nuovi set armature, motivi, colori e schermi per personalizzare il DOOM Marine;
- Tre nuovi moduli hack: Rigenerazione corazza, Uccisioni rigeneranti e Crudeltà.

### Bloodfall
DOOM: Bloodfall, uscito il 14 dicembre 2016, è il terzo e ultimo contenuto scaricabile e include i seguenti contenuti:
- Tre nuove mappe multigiocatore: Empireo, Cimitero e Epidemia;
- Un nuovo demone giocabile: Pinky Spettro;
- Una nuova arma: Lanciagranate;
- Nuovo equipaggiamento: Propulsori laterali;
- Nuovi set armature, motivi, colori e schermi per personalizzare il DOOM Marine;
- Tre nuovi moduli hack: Protezione extra, Guarigione migliorata e Visione epica.

## Accoglienza
| Testata                        | Versione      | Giudizio |
| ------------------------------ | ------------- | -------- |
| Metacritic (media al 23/08/21) | Xbox One      | 87/100   |
| Metacritic (media al 23/08/21) | PlayStation 4 | 85/100   |
| Metacritic (media al 23/08/21) | PC            | 85/100   |
| Metacritic (media al 23/08/21) | N. Switch     | 79/100   |
| OpenCritic (media al 23/08/21) | varie         | 86/100   |

## Gioco da tavolo
Nel 2016 viene pubblicato da Fantasy Flight Games un gioco da tavolo, DOOM: The Board Game, basato sulla serie di Doom e con estetica dei componenti e del manuale direttamente tratta da Doom.